# المل
المل (به انگلیسی: Almel) یک روستا در هند است که در کارناتاکا واقع شده‌است.

## خصوصیات
المل ۱۴٬۴۸۵ نفر جمعیت دارد.